# Júlio de Castilhos (Rio Grande do Sul)
Júlio de Castilhos is een gemeente in de Braziliaanse deelstaat Rio Grande do Sul. De gemeente telt 19.947 inwoners (schatting 2009).